# Masataka Tamura
Masataka Tamura (japanisch 田村 仁崇 Tamura Masataka; * 12. Januar 1988 in der Präfektur Okayama) ist ein ehemaliger japanischer Fußballspieler.

## Karriere
Tamura erlernte das Fußballspielen in der Schulmannschaft der Tamano Konan High School. Seinen ersten Vertrag unterschrieb er 2006 bei Kyoto Purple Sanga (heute: Kyoto Sanga FC). Der Verein spielte in der höchsten Liga des Landes, der J1 League. Am Ende der Saison 2006 stieg der Verein in die J2 League ab. 2008 wechselte er zum Drittligisten Tochigi SC. 2008 wurde er mit dem Verein Vizemeister der Japan Football League und stieg in die J2 League auf. 2010 wechselte er zum Drittligisten Tochigi Uva FC. 2013 wechselte er zum Ligakonkurrenten SC Sagamihara. Ende 2015 beendete er seine Karriere als Fußballspieler.